# Wilsonia (plante)
Pour les articles homonymes, voir Wilsonia.
Genre
Wilsonia est un genre de plantes de la famille des Convolvulaceae, endémique de l'Australie.

## Liste d'espèces
Selon Catalogue of Life (27 janvier 2019) et World Checklist of Selected Plant Families (WCSP) (27 janvier 2019) :
- Wilsonia backhousei Hook.f. (1847)
- Wilsonia humilis R.Br. (1810)
- Wilsonia rotundifolia Hook. (1841)

Selon NCBI (27 janvier 2019) :
- Wilsonia backhousei
- Wilsonia humilis

Selon Tropicos (27 janvier 2019) (Attention liste brute contenant possiblement des synonymes) :
- Wilsonia glaberrima Gillies & Hook.
- Wilsonia humilis R. Br.
- Wilsonia linearis Raf.